# Silber und das Buch der Träume
Silber und das Buch der Träume (englischer Titel Silver and the Book of Dreams) ist ein deutscher Fantasy-Actionfilm von Helena Hufnagel aus dem Jahr 2023 mit Jana McKinnon, Riva Krymalowski, Rhys Mannion und Chaneil Kular. Das Drehbuch wurde inspiriert durch die Romanreihe von Silber – Die Trilogie der Träume von Kerstin Gier.

## Handlung
Die 16-jährige Liv Silber zieht mit ihrer Familie nach London, nachdem ihre Mutter eine neue Beziehung eingegangen ist. In ihrer neuen Heimat entdeckt Liv, dass ihre Träume eine besondere Bedeutung haben. Sie erlebt wiederholt lebhafte Träume, in denen sie sich in einer fremden Welt befindet und dabei auf andere Personen trifft, die sie in der realen Welt nicht kennt.
Im Laufe des Films begegnet Liv Henry, einem der Jungen, der in ihren Träumen erscheint. Sie stellt fest, dass er und seine Freunde in derselben Traumwelt aktiv sind. Gemeinsam entdecken sie, dass ihre Träume miteinander verbunden sind und sie eine Rolle in einem alten, mystischen Ritual spielen.
Liv muss sich mit der Tatsache auseinandersetzen, dass die Grenze zwischen ihren Träumen und der Realität verschwimmt. Sie erfährt, dass es möglich ist, die Traumwelt zu beeinflussen, und dass das Ritual, in das sie verwickelt ist, tiefere Geheimnisse birgt.
Im Verlauf des Films wird Liv zunehmend klar, dass sie eine zentrale Rolle in dieser mystischen Verbindung spielt und dass die Auswirkungen ihrer Handlungen sowohl in der Traumwelt als auch in der realen Welt spürbar sind.

## Besetzung und Synchronisation
Die deutschsprachige Synchronisation übernahm die Arena Synchron. Dialogregie führte Manuel Straube, der auch das Dialogbuch schrieb.
| Rolle           | Darsteller              | Synchronsprecher        |
| --------------- | ----------------------- | ----------------------- |
| Liv Silber      | Jana McKinnon           | Nina Schatton           |
| Anabel Scott    | Josephine Blazier       | Lea Kalbhenn            |
| Arthur Hamilton | Chaneil Kular           | Nicolas Rathod          |
| Ernest Spencer  | Rory Nolan              | Matthias Deutelmoser    |
| Grayson Spencer | Théo Augier Bonaventure | Patrick Baehr           |
| Henry Harper    | Rhys Mannion            | Tobias John von Freyend |

## Produktion
Die Dreharbeiten fanden unter dem Arbeitstitel Silber ab September 2022 in Irland und England statt. Drehorte waren Dublin und London. Gedreht wurde in deutscher und englischer Sprache.
Produziert wurde der Film von der deutschen Constantin Film (Produzentin Lena Schömann) für Amazon Studios.
Die Kamera führte Andreas Berger, die Musik schrieb Sara Barone, die Montage verantwortete Frank J. Müller. Das Set-Design gestaltete Mark Geraghty, das Kostümdesign SJ Ffrench-O’Carroll und den Ton Christoph Merkele und Jörg Elsner. Als VFX Supervisor fungierten Philip Nauck und Frank Kaminski.
Helen O’Dea war das Stuntdouble von Jana McKinnon, Stuntkoordinatorin Eimear O’Grady.

## Veröffentlichung
Premiere des Mystery-Thrillers war im November 2023 am Tallinn Black Nights Film Festival in der Kinder- und Jugendsektion Just Film.
Auf Prime Video wurde der Film am 8. Dezember 2023 veröffentlicht. Der Film hielt sich wochenlang auf Platz 1 der Streaming-Charts.

## Rezeption

### Kritiken
Tilmann P. Gangloff vergab auf tittelbach.tv fünf von sechs Sternen und bezeichnete die Produktion als optisch überaus beeindruckend. Die Hauptrolle werde von Jana McKinnon vortrefflich gespielt, auch die weiteren jungen Mitwirkenden machten ihre Sache prima. Sehenswert sei die Produktion vor allem auch wegen der herausragenden visuellen Effekte.
Der Standard urteilte: „mit Silber und das Buch der Träume hat Helena Hufnagel den ersten Teil von Kerstin Giers Romantrilogie charmant verfilmt“.
Matthias Halbig meinte auf rnd.de, das Personal der Geschichte teile sich auf in uninteressante Randfiguren und grob skizzierte Hauptcharaktere. Die Darsteller stecken, abgesehen von McKinnon als Liv, nicht allzu tief in den Dargestellten, man verbinde sich als Betrachter hier mit niemandem wirklich. Am besten gefalle einem neben den visuellen Effekten der Song Cosmic Dancer von T. Rex.
Michael Buhtz vergab auf kinomeister.de 7,5 von 10 Punkten und urteilte: „gelungene Buchverfilmung mit einer spannenden Geschichte voller Mysterien, einer Liebesbeziehung und einem Hauch von Fantasy“.
Oliver Armknecht bewertete den Film auf film-rezensionen.de mit fünf von zehn Punkten, für ein deutsches Fantasy-Abenteuer sehe dieser gar nicht schlecht aus. Inhaltlich sei die Roman-Adaption jedoch wenig interessant. So mache die Geschichte zu wenig aus den Traumwanderungen, die Figuren seien überwiegend austauschbar.
Karsten Umlauf urteilte im SWR, die Geschichte funktioniere und habe „einen ordentlichen Spannungsbogen“. Man bekomme den Eindruck, der Film sei vor allem um beeindruckende Bildwelten herumgestrickt wie „weite Eis- und Winterlandschaften, rosa zuckrige Puppenhauswelten“ und eine gespiegelte, um 90 Grad gekippte Strandlandschaft, „die eine Verneigung vor Christopher Nolans Traumwandler-Epos Inception sein dürften.“ Doch an dessen Komplexität und Dichte reiche er nicht heran.

### Auszeichnungen und Nominierungen
Deutscher Fernsehpreis 2024
- Nominierung in der Kategorie Bester Fernsehfilm/Bester Mehrteiler[19]

Televisionale Film- und Serienfestival Baden-Baden 2024
- Nominierung für den Fernsehfilmpreis der Deutschen Akademie der Darstellenden Künste[20]